# Cribropontius normani
Cribropontius normani is een eenoogkreeftjessoort uit de familie van de Artotrogidae. De wetenschappelijke naam van de soort is voor het eerst geldig gepubliceerd in 1876 door Brady & Robertson D..